# Population (Anthropologie)

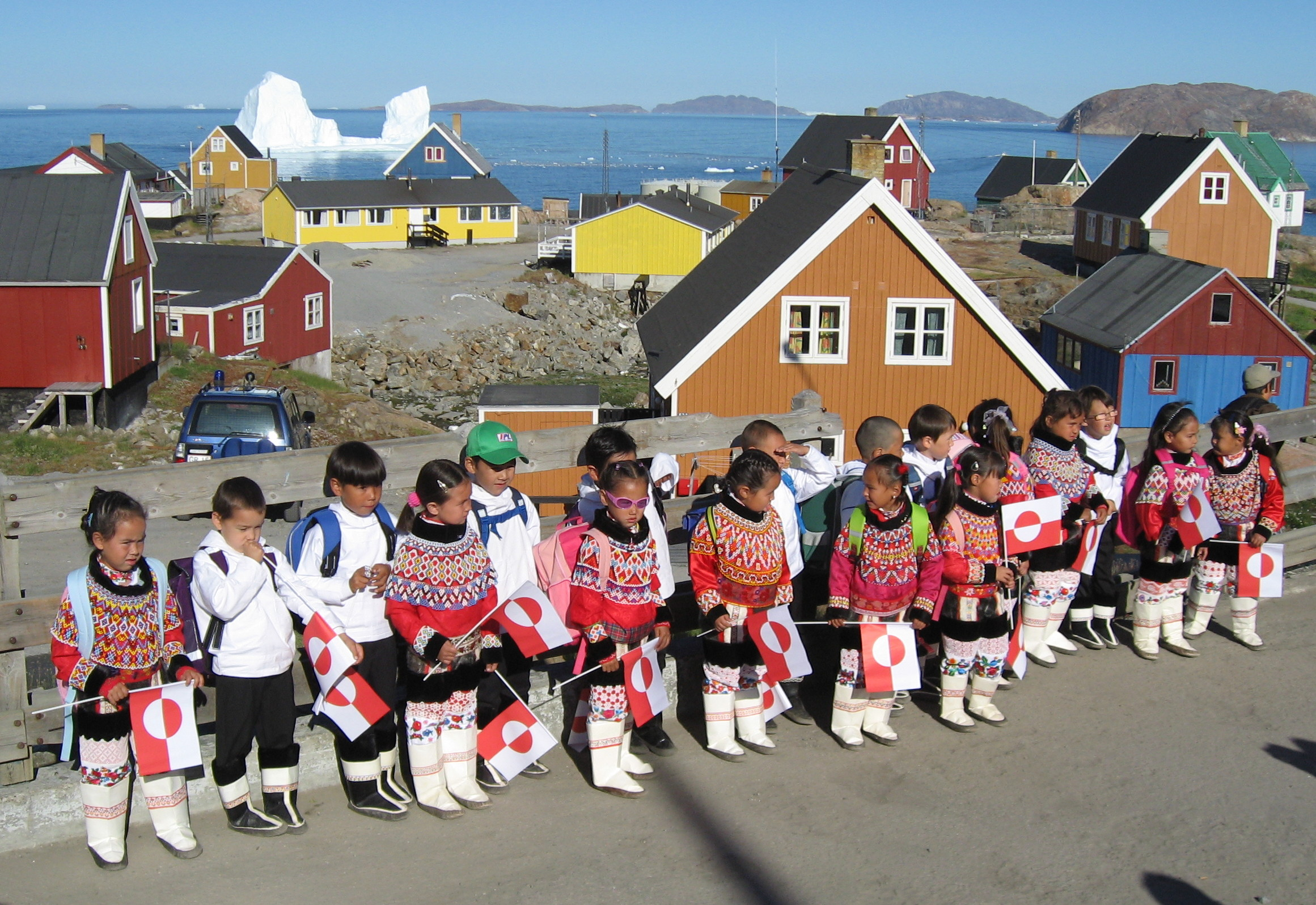
Erster Schultag in Upernavik 2007: Das äußere Erscheinungsbild täuscht eine Einheitlichkeit der Bevölkerung Grönlands vor

Population bezeichnet in der Anthropologie (Menschenkunde) und Humanbiologie eine Gruppe von Menschen, die aufgrund ihrer Entstehungsgeschichte miteinander verbunden sind, eine Fortpflanzungsgemeinschaft bilden und zur selben Zeit in einem abgegrenzten räumlichen Gebiet wohnen. Nach dem italienischen Populationsgenetiker Cavalli-Sforza gibt es mehrere Unterschiede zur biologisch definierten Population. Die Grenzen einer Population werden weitgehend willkürlich gezogen und orientieren sich nicht selten an Staaten oder Ethnien. Population wird auch gleichbedeutend zur sozialwissenschaftlichen Bezeichnung Bevölkerung verwendet.

## Rasse, Unterart oder Population?

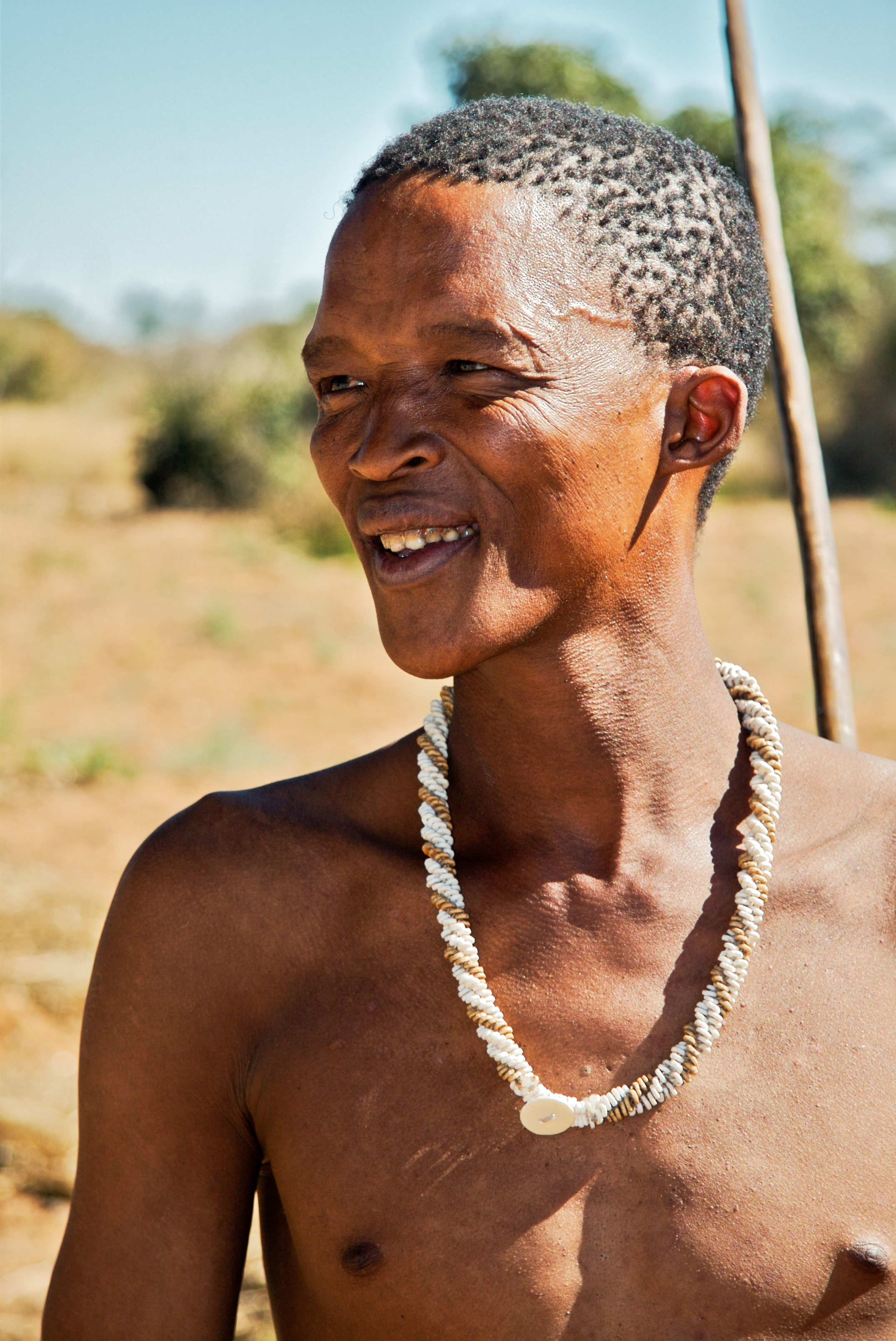
Die Khoisan im Süden Afrikas gelten aufgrund langer Isolation von allen anderen Populationen als älteste Volksgruppe der Welt

Population ist nicht einfach eine synonyme Bezeichnung, die statt der biologischen Begriffe „Rasse“ oder „Unterart“ verwendet wird. Es handelt sich um eine grundsätzlich verschiedene Betrachtungsweise. Daher wird im Folgenden eine genauere Unterscheidung der Begrifflichkeiten beschrieben.

### Rasse
Die Bezeichnung „Rasse“ legt grundsätzlich die Vorstellung von qualitativen Unterschieden nahe, wie es von der Nutztier-Zucht bekannt ist. Im Gegensatz zu der vom Menschen bewusst-gezielten Auslese bestimmter Merkmale der Tiere, die oft auf Kosten der Fitness gehen und dann zu Geschöpfen führen kann, deren körperlicher Zustand mehr oder weniger degeneriert ist, führt die natürliche Evolution grundsätzlich zu einer verbesserten Anpassung der Lebewesen. Daher wird der Rasse-Begriff auch in der Biologie heute vermieden. Man spricht hier stattdessen von Varietäten und Unterarten (Subspezies).
Es mag irritieren, dass man die alten Rassebezeichnungen dennoch in humangenetischen Studien findet. Hier wurden die Grenzen der Populationen bewusst nach den Rassentheorien gezogen, um diese anschließend zu widerlegen. So konnte zum Beispiel die grundlegende Theorie von den drei Großrassen Mongolide, Europide und Negride widerlegt werden. Cavalli-Sforza schreibt in diesem Zusammenhang: „Natürlich muß man die zu untersuchenden Populationen so auswählen, daß man interessante Ergebnisse erhält.“

### Unterart
Die Unterart (Subspezies) ist in der biologischen Systematik die taxonomische Rangstufe direkt unterhalb der Art. Eine Untergliederung des (heutigen) Homo sapiens in Unterarten ist aus zwei Gründen nicht sinnvoll:
- Eine solche Gliederung würde scharf abgegrenzte, weitgehend isolierte Menschengruppen mit klar unterscheidbaren Merkmalen suggerieren. Das Erbgut der Menschen ist jedoch nach heutigen wissenschaftlichen Erkenntnissen zum allergrößten Teil identisch. Von den drei Milliarden Nukleotiden der menschlichen DNA stimmen 99,9 % bei allen Menschen überein. Auch die fließenden Übergänge bei den restlichen drei Millionen Sequenzen lassen keine klare Abgrenzung zu.
- Es bestünde die Gefahr, die Unterarten mit den aufgegebenen Rassen gleichzusetzen.

### Population
Eine Population ist ein Synonym für die Bevölkerung eines bestimmten Gebietes oder gemäß einer willkürlichen Abgrenzung. Die Merkmale, nach denen diese Abgrenzung gewählt wird, sind je nach Zielsetzung verschieden. In den statistischen Wissenschaften bezeichnet die Population die Menge aller Merkmalsträger mit übereinstimmenden Identifikationskriterien (sachlich, räumlich und zeitlich). Demnach muss eine Population nicht durch ein bestimmtes geografisches Gebiet wie etwa einen Staat bestimmt sein.
In der Deklaration von Schlaining gegen Rassismus, Gewalt und Diskriminierung erklärte eine Gruppe von Wissenschaftlern 1995, dass sich die Unterscheidung von genetisch abgrenzbaren Populationen aufgrund jüngster Fortschritte der Molekularbiologie als unhaltbar erwiesen hat.
Der Anschein klar abgrenzbarer Unterschiede zwischen Menschen unterschiedlicher Herkunft – dem man im Alltag leicht erliegen kann – entsteht durch den Prozess der intuitiven Kategorisierung, der ein universeller Bestandteil unseres Denkens ist. Darin liegt auch die Ursache für das Gefühl, dass Schwarzafrikaner oder Asiaten alle gleich aussähen: Europäischstämmige Menschen zählen sie unwillkürlich zur Kategorie der „Anderen“ (siehe Cross-Race-Effect).
Die Diskrepanz zwischen der Verschiedenheit in der äußeren Erscheinung und der Gleichförmigkeit der genetischen Ausstattung erklären Luca Cavalli-Sforza und sein Bruder Francesco 1994 in ihrem Buch Verschieden und doch gleich folgendermaßen: „Die Gene, die [im Verlauf der Evolution] auf das Klima reagieren, beeinflussen die äußeren Merkmale des Körpers, weil die Anpassung an das Klima vor allem eine Veränderung der Körperoberfläche erforderlich macht (die sozusagen die Schnittstelle zwischen unserem Organismus und der Außenwelt darstellt). Eben weil diese Merkmale äußerlich sind, springen die Unterschiede zwischen den »Rassen« so sehr ins Auge, dass wir glauben, ebenso krasse Unterschiede existierten auch für den ganzen Rest der genetischen Konstitution. Aber das trifft nicht zu: Im Hinblick auf unsere übrige genetische Konstitution unterscheiden wir uns nur geringfügig voneinander.“ Die Brüder Cavalli-Sforza waren maßgeblich für die Anwendung des Populationsbegriffes auf den Menschen.
Populationsgenetische Studien ergaben, dass etwa 85 % der genetischen Variation innerhalb der Populationen zu finden sind. Dagegen sind die genetischen Unterschiede zwischen den Populationen verschiedener Kontinente mit etwa 6 bis 10 % vergleichsweise gering. Bei diesen Prozentangaben ist außerdem zu bedenken, dass es sich nur um eine quantitative Bewertung handelt. Im Vergleich dazu sind die Genome von Mensch und Schimpanse zu 98,5 % identisch. Die Genaktivität spielt hier eine zusätzlich Rolle. Das zeigt sich insbesondere bei der Sprachentwicklung und beim Spracherwerb, die – um beim Beispiel des Vergleichs zu bleiben – nur beim Menschen in dieser Form stattfinden.
Hinzu kommt, dass auch die (früher vermeintlich rassenspezifischen) Unterschiede zwischen den Populationen bei genauerer Untersuchung der geografischen Verbreitung keine klaren Grenzen erkennen lassen. Die Übergänge zwischen den „Rassen“ sind (mit wenigen Ausnahmen wie z. B. der australischen Aborigines) fließend.

## Geografische Abgrenzung der Homo-sapiens-Populationen

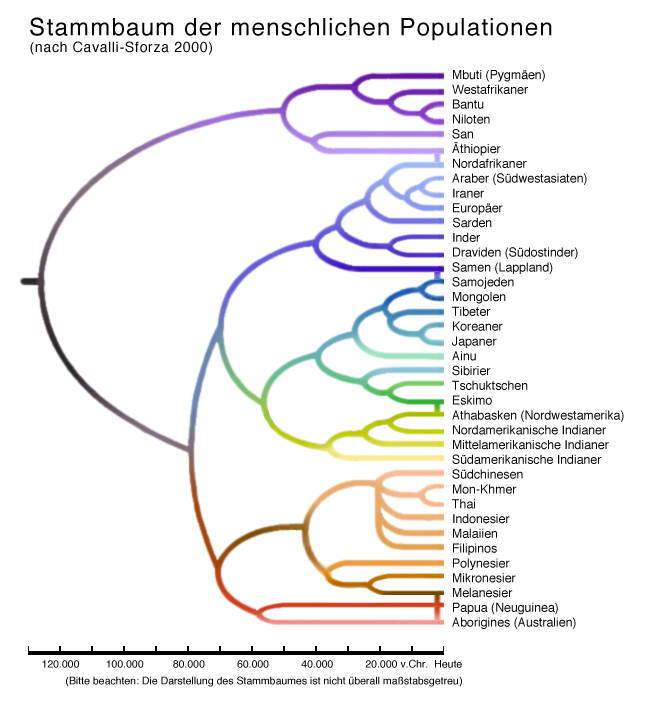
Stammbaum des modernen Menschen (Homo sapiens) nach Cavalli-Sforza (Stand 1988)

Aus Populationen können theoretisch Unterarten und schließlich neue Arten entstehen, wenn sie isoliert voneinander sind. Die Ausbreitung des Menschen über die Erde hat in der Ur- und Frühgeschichte zu solchen isolierten Populationen geführt. Evolutionäre Anpassung an die veränderten Klima- und Umweltbedingungen, an andere Nahrungsmittel oder Krankheitserreger führte bei den meist recht kleinen Gruppen zur Ausbildung neuer Merkmale wie Haut-, Haar- und Augenfarbe, Körpergröße, Mongolenfalte, Schweißproduktion, Laktosetoleranz und einigem mehr. Die moderne Humangenetik erlaubt es heute, anhand der genetischen Unterschiede zu berechnen, wann neue Populationen entstanden sind und wie sie sich ausgebreitet haben.
Dabei wurde herausgefunden, dass sich wahrscheinlich die menschliche Evolution in den letzten 40.000 Jahren beschleunigte, weil die gestiegene Populationsgröße der Menschheit insgesamt sowie neue Umwelteinflüsse durch die Einwanderung in vorher unbesiedelte Räume und durch die Erfindung von Kulturtechniken wie den Ackerbau neue Ansätze für das Wirken der natürlichen Selektion bereitstellte. Die Bevölkerungszahlen wuchsen permanent, und mit der Zeit fanden immer mehr Vermischungen vormals isolierter Populationen statt, so dass heute keine klaren Grenzen mehr zu erkennen sind. Demnach wird der Begriff „Population“ in Bezug auf den Menschen heute in aller Regel nur noch als willkürliche Abgrenzung verstanden, die vor allem für Forschungszwecke vorgenommen wird. Während Cavalli-Sforza zum Beispiel in Europa nur Sarden, Europäer, Iraner und Samen unterscheidet, grenzt Jun Z. Li in seiner Studie aus dem Human Genome Diversity Panel (einer Sammlung von Erbinformationen von rund 1.000 Individuen aus 51 Populationen; 2008) Adygen, Russen, Orkadier (Orkney), Franzosen, Basken, Italiener, Sarden und Toskaner voneinander ab.
Alle Untersuchungen kommen allerdings zu dem Schluss, dass die größte genetische Vielfalt innerhalb der Populationen Süd- und Ostafrikas herrscht und die kleinste bei den indigenen Amerikanern. Diese Tatsache wird als eindeutiger Beleg für die Out-of-Africa-Theorie gesehen, die postuliert, dass Homo sapiens ursprünglich aus Ostafrika stammt.

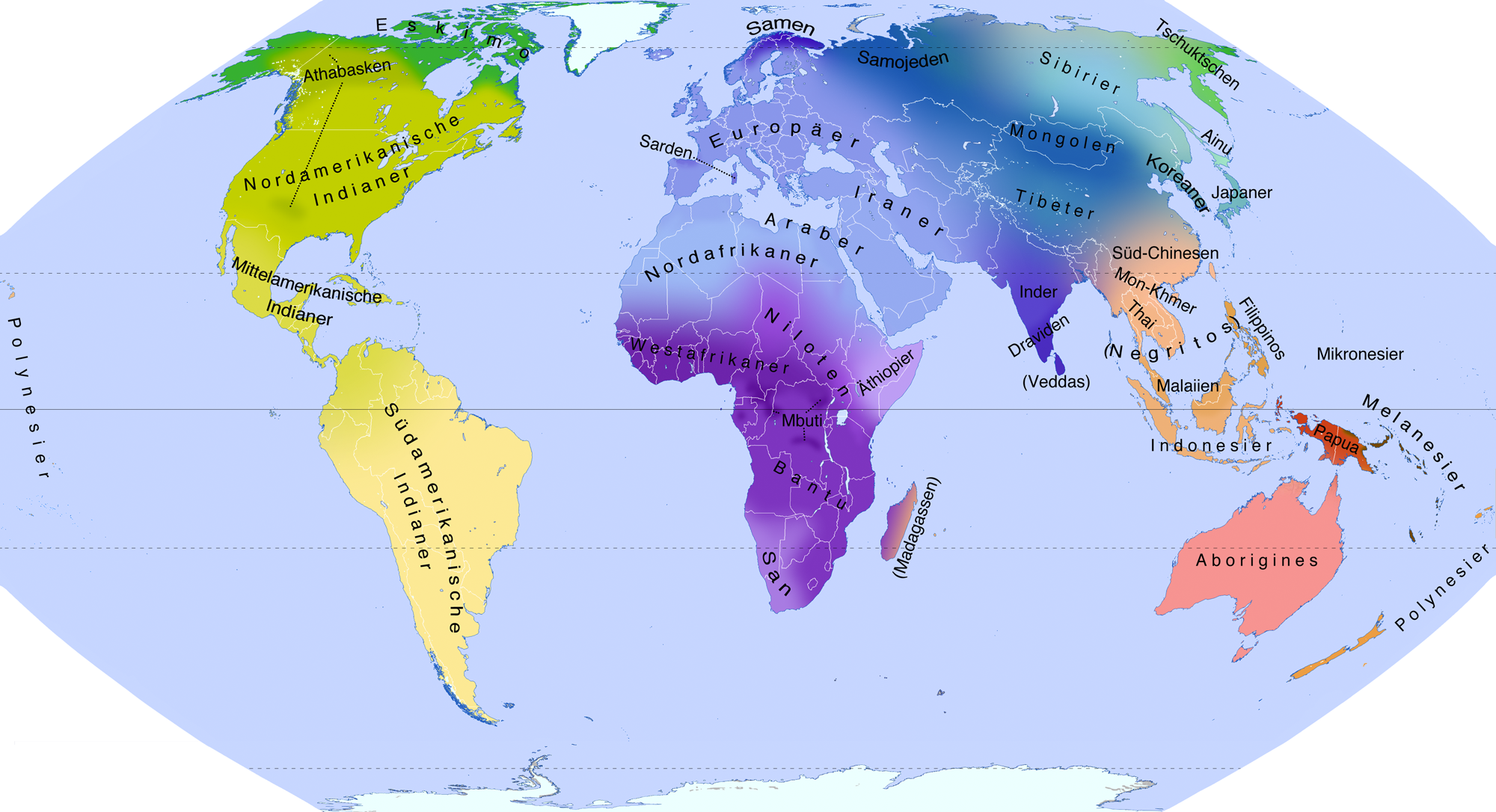
Die von Cavalli-Sforza untersuchten Populationen (in Klammern gesetzte Populationen werden im Buch erwähnt, aber im Stammbaum nicht berücksichtigt – vermutlich aus Gründen der Vereinfachung)

### Interpretation nach Cavalli-Sforza
Als Resultat der umfangreichen Forschungen von Luigi Luca Cavalli-Sforza entstand ein Stammbaum von 38 menschlichen Populationen und ihrer jeweiligen genetischen Verwandtschaft oder der Zeit, an dem die Trennung von der Ursprungspopulation stattfand. Die fließenden Übergänge auf der Weltkarte machen deutlich, dass eine Abgrenzung von Populationen fast immer willkürlich ist. Die Karte entstand durch die Einfärbung der geografisch verorteten Populationen mit Hilfe einer Regenbogen-Farbskala, auf die die Zahlen zur jeweiligen genetischen Differenz umgerechnet wurden. Cavalli-Sforza selbst hatte sich dabei auch an sprachwissenschaftlichen Erkenntnissen zum Beispiel von August Schleicher und Merritt Ruhlen orientiert.

### Besonderheiten
In vielen Teilen der Welt gibt es Besonderheiten, welche teilweise Episoden einer sehr starken Mischung der Populationen über die Jahrhunderte zeigen. So ergaben Analysen der mitochondrialen DNA (im mütterlichen Erbgang vererbt) und von Haplogruppen des Y-Chromosoms (im väterlichen Erbgang vererbt) bei den israelischen Drusen, einer Religionsgemeinschaft, die in schwer zugänglichen Berggegenden des Nahen Ostens lebt und die heute fast nur endogam heiraten, durch ein Team von israelischen und US-amerikanischen Wissenschaftlern, anhand der hohen genetischen Verschiedenheit bei gleichzeitiger Abweichung von benachbarten Gruppen, dass die in mündlicher Tradition weitergegebene Information, die Drusen gingen ursprünglich auf die Mischung einiger untereinander nicht verwandter Gruppen zurück, wohl korrekt ist.

## Eneolithische Populationen der alten Welt

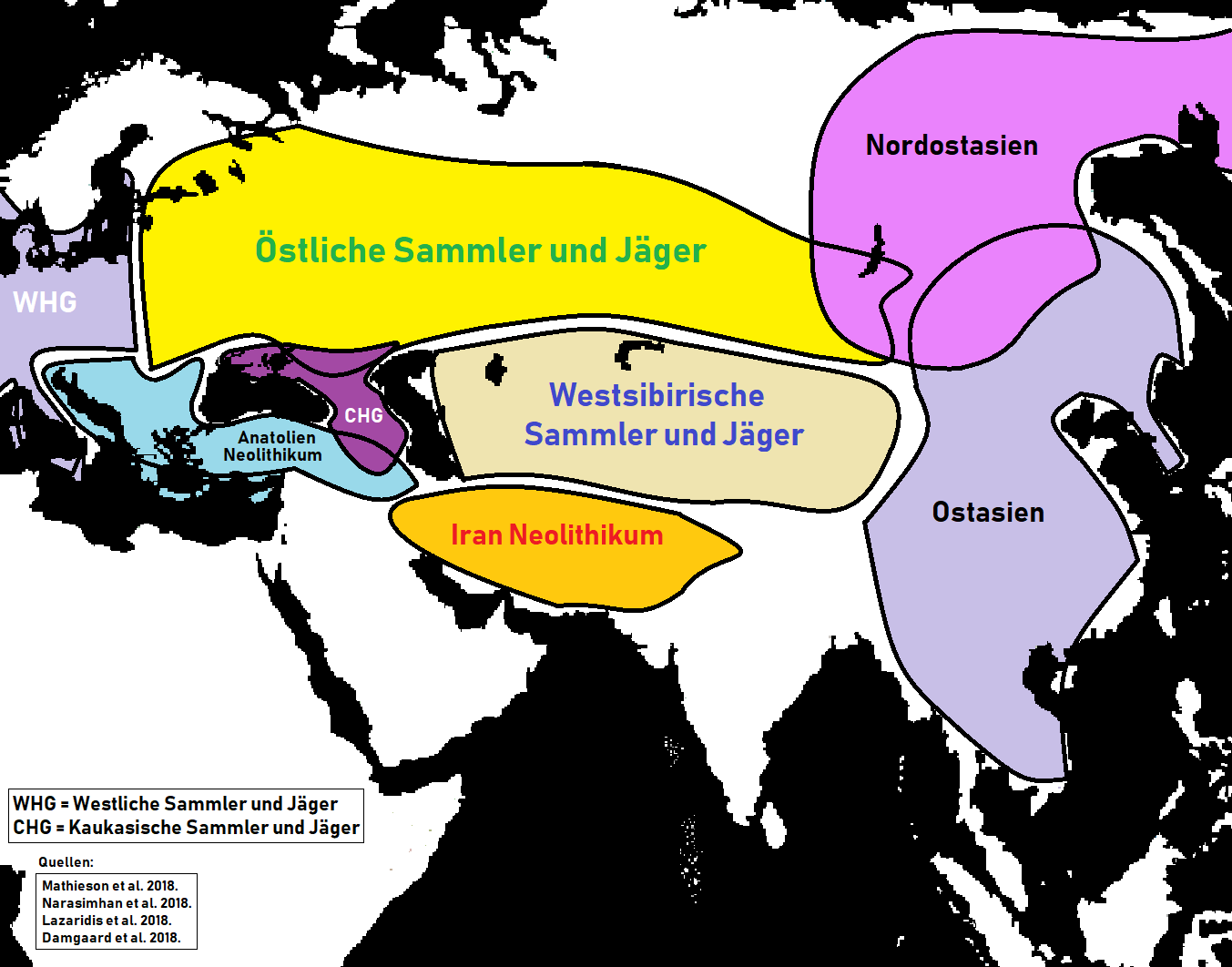
Schematische Karte der eneolithischen Verbreitung von Sammler- und Jägergruppen, genetisch spezifiziert.

Die Archäogenetik versucht anhand von DNA-Resten aus Skelettfunden menschlichen Populationen der Vorgeschichte zu rekonstruieren. In besonderem Maße wurden diese für den eurasischen Raum untersucht. So können etwa für die Kupfersteinzeit (Eneolithikum) folgende Areale spezifiziert werden:
1. Westliche Sammler und Jäger
2. Kaukasische Sammler und Jäger
3. Iranisches Neolithikum
4. Ostasien
5. Nordostasien
6. Westsibirische Sammler und Jäger
7. Anatolisches Neolithikum
8. Östliche Sammler und Jäger